# سلطان احمد جلایر
معزالدین سلطان احمد بن اویس بن حسن بن حسین بن آغبوغا بن ایلکا بن جلایر ششمین پادشاه از دودمان جلایریان (ایلکانیان) است.

## برادران و خواهران
سلطان احمد جلایر ۵ برادر به نام‌های اسماعیل، بایزید، حسن، حسین و شیخ علی و یک خواهر به نام دندی خاتون داشت که خواهرش به عقد شاه محمود مظفری درآمد. آرامگاه سلطان احمد و ۲ تن از برادرانش که بر تخت پادشاهی نشستند (سلطان حسن جلایر و سلطان حسین جلایر) در مقبرهٔ دمشقیهٔ تبریز است.

## شروع سلطنت
سلطان احمد جلایر با کشتن برادرش سلطان حسین جلایر در سال ۱۳۸۲ میلادی (۷۸۴ هجری) در تبریز تاجگذاری کرد. پس از فتح تبریز توسط تیمور لنگ در سال ۱۳۸۹ میلادی، بواسطه تُرک بودن تیمور با وی تبانی کرد و از کنار تاج و تختش گذشت. (این کار بارها در تاریخ توسط فرمانروایان تُرک تکرار شده است.)